# Карилаос Василакос
Карилаос Василакос (грч. Χαρίλαος Βασιλάκος, Pasalamani 1877 — Атина 1969) је био грчки атлетичар, учесник првих Олимпијских игара 1896. у Атини.
Василакос је био један од 17 атлетичара, учесника маратонске трке на првим Олимпијским играма. У трци је поред њега учествовало 11 његових сународника, 2 Француза, и по један маратонац из Енглеске, Сједињених Америчких Држава и Мађарске.
Злато и сребро је припало Грцима. Василакос је био други у времену 3:06:03 сата. Спиридон Луис је победио а Мађару Ђули Келнеру је припала бронза.